# Hansi Kürsch
Hansi Kürsch (Lank-Latum, 10 agosto 1966) è un cantante, paroliere e bassista tedesco, frontman della power metal band Blind Guardian.

## Biografia
All'anagrafe Hans Jurgen Kürsch, il futuro cantante cresce a Linn, un sobborgo di Krefeld, assieme ai genitori e tre fratelli e sorelle, frequentando una scuola di economia e commercio.
Dal 1998, anno di uscita del settimo album dei Blind Guardian (Nightfall in Middle-Earth), non suona più il basso né negli album in studio né nei concerti per dedicarsi completamente all'attività canora.
Ha anche partecipato come ospite all'album dei Gamma Ray Land of the Free (1994), alla Vain Glory Opera degli Edguy (1998), a Deggial dei Therion (2000), a Temple of Shadows degli Angra (2004), a 01011001 (2008) e The Source (2017) del progetto di Lucassen Ayreon e agli Avantasia nell'album Moonglow del 2017.
Sposato con Andrea, ha un figlio di nome Jonas.
Ha lasciato i Demons & Wizards a seguito del coinvolgimento dell'altro membro del gruppo, Jon Schaffer, nell'assalto al Campidoglio a Washington il 6 gennaio 2021.

## Discografia

### Con i Blind Guardian
- 1988 – Battalions of Fear
- 1989 – Follow the Blind
- 1990 – Tales from the Twilight World
- 1992 – Somewhere Far Beyond
- 1995 – Imaginations from the Other Side
- 1996 – The Forgotten Tales
- 1998 – Nightfall in Middle-Earth
- 2002 – A Night at the Opera
- 2006 – A Twist in the Myth
- 2010 – At the Edge of Time
- 2015 – Beyond the Red Mirror
- 2019 – Legacy of the Dark Lands
- 2022 – The God Machine
- 2024 - Somewhere Far Beyond (Revisited)

### Con i Demons & Wizards
- 2000 – Demons & Wizards
- 2005 – Touched by the Crimson King
- 2020 - III

### Apparizioni come ospiti, altro lavoro e album tributo
Fornita la voce solista, se non diversamente specificato.
- Gamma Ray: Land of the Free – "Farewell" (1995)
- Grave Digger: Tunes of War –  cori su tutte le tracce (1996)
- Iron Savior: Iron Savior – "For the World" (1997)
- Nepal: Manifiesto  – "Besando La Tierra", "Estadio Chico" (1997)
- Edguy: Vain Glory Opera – "Out of Control", "Vain Glory Opera" (1998)
- Grave Digger: Excalibur – cori su tutte le tracce (1999)
- Therion: Deggial (2000) – "Flesh of the Gods" (2000)
- Rage: Unity – cori su tutte le tracce (2002)
- Angra: Temple of Shadows – "Winds of Destination" (2004)
- Nuclear Blast: Nuclear Blast All-Stars: Into the Light – "Slaves to the Desert" (2007)
- Aneurysm: Shades – "Reflection" (2007)
- Ayreon: 01011001 – raffigurato come Forever (rappresentato da un simbolo della croce celtica) dentro "Age of Shadows", "Beneath the Waves", "Newborn Race", "The Fifth Extinction", "Unnatural Selection", "River of Time", "The Sixth Extinction" (2008)
- Dreamtone & Iris Mavraki's Neverland: Reversing Time – "To Lose the Sun" (2008)
- Azeroth - II - cori su tutte le tracce (2008)
- Van Canto: Hero – "Take to the Sky" (2008)
- The Arrow: Lady Nite – "Never Say Never" (2009)
- Rage: Strings to a Web Bonus DVD (Live at Wacken Open Air 2009) – "Set This World on Fire", "All I Want", "Invisible Horizons" (2010)
- Grave Digger: The Ballad of Mary – Rebellion 2010 (2011, EP)
- Grave Digger: The Clans Are Still Marching (2011) – "Rebellion (The Clans Are Marching)" (2011, album dal vivo)
- Solar Fragment: In Our Hands – Inside the Circle (2011)
- Maegi: Skies Fall – "Those We've Left Behind" (2013)
- Heaven Shall Burn: Veto – "Valhalla" (2013)
- Iced Earth: Plagues of Babylon – "Among the Living Dead" (2014)
- The Unguided: Fragile Immortality – "Deathwalker" (2014)
- Disforia: The Age of Ether – "The Dying Firmament" (2014)
- Vexillum: Unum – "The Sentenced: Fire and Blood" (2015)
- Doro: Strong and Proud: 30 Years of Rock and Metal – "Rock Till Death", "All We Are" (2016, album dal vivo)
- In Extremo: Quid Pro Quo – "Roter Stern" (2016)
- Hansen & Friends: XXX - Three Decades in Metal – "Follow the Sun" (2016)
- The Dwarves OST: "Children of the Smith" (2016)
- Ayreon: The Source – ha interpretato L'astronomo (The Astronomer) dentro "The Day That the World Breaks Down", "Everybody Dies", "Star of Sirrah", "Run! Apocalypse! Run!", "Aquatic Race", "Into the Ocean", "Planet Y Is Alive!", "Journey to Forever", "The Human Compulsion" (2017)[1]
- Tarja: Feliz Navidad – "Feliz Navidad (Barbuda Relief and Recovery Charity version)" (2017, single)
- Orphaned Land: Unsung Prophets & Dead Messiahs – "Like Orpheus" (2018)
- Ayreon: Ayreon Universe: Best of Ayreon Live – "River of Time", "Star of Sirrah", "Age of Shadows", "Everybody Dies", "The Eye of Ra" (2018, album dal vivo)
- Judicator: The Last Emperor – "Spiritual Treason" (2018)
- Zix: Rise from your Ashes your Grave – "Rise from your Ashes your Grave" (2018)
- Avantasia: Moonglow – "Book of Shallows", "The Raven Child" (2019)
- Diamond Kobra: The Arrival – narratore di Intro e Outro (2019)
- Hämatom: Maskenball -  "I Want It All" (2019)
- Númenor: Draconian Age – "Make the Stand (At the Gates of Erebor)" (2021)
- Corvus Corax: Era Metallum – "Lá í mbealtaine" (2022)
- Stranger Vision: Wasteland – "Wasteland" (2022)
- Powerwolf: Missa Cantorem II -  "Call of the Wild" (2022)
- Saltatio Mortis: Finsterwacht feat. Blind Guardian (2024, single)
- Ayreon: 01011001 - Live Beneath the Waves - "Age of Shadows", "Beneath the Waves", "Newborn Race", "The Fifth Extinction", "Unnatural Selection", "River of Time", "The Sixth Extinction", "The Day That the World Breaks Down" (2024, album dal vivo)
- Saltatio Mortis: Darkenguard feat. Blind Guardian (2024, single)
- In Virtue: 70,000 Tons Of Metal (feat. Hansi Kursch, Nils Molin, Francesco Cavalieri, Michele Guaitoli, Lena Scissorhands, Kristin Starkey, Mikael Stanne, Rafael Bittencourt, Bruno Valverde, Ivan Giannini, 70k Survivors & Per Nilsson) (2024, single)
- InnerWish:  Sea of Lies (2024, single)

### Altri lavori
- Pillow Killz - The 3rd Prophecy (Demo) (1990) - (produttore)
- Pillow Killz - Pillow Killz (Compilation) (1994) - (produttore) (tracks 1-4)

### Apparizioni nell'album tributo
- Various artists: - A Tribute to Judas Priest: Legends of Metal Vol. 2 - "Beyond the Realms of Death" (Blind Guardian) (1996)
- Various artists: - Holy Dio (A Tribute To The Voice Of Metal: Ronnie James Dio) - "Don't Talk to Strangers" (Blind Guardian) (1999)